# Stefano Zoff
Stefano Zoff [ˈsteːfano dzɔf] (ur. 17 marca 1966 r.) – włoski bokser, były mistrz świata WBA w kategorii lekkiej.

## Kariera zawodowa
Jako zawodowiec zadebiutował w 1989 r., zaczynając w kategorii piórkowej. Do końca 1993 r., Zoff stoczył kilkanaście walk, większość z nich wygrywając. W tym okresie zdobył mistrzostwo Włoch w kategorii piórkowej, które raz obronił.
22 marca 1994 r., Włoch dostał walkę o mistrzostwo Europy w kategorii piórkowej. Jego rywalem był obrońca tytułu, Francuz Stephane Haccoun. Zoff znokautował rywala na belgijskim ringu, zdobywając mistrzostwo. 9 września przystąpił do pierwszej obrony, mając za rywala Francuza 	Mehdiego Labdouniego. Zoff utracił tytuł, przegrywając na punkty w 12. rundowym pojedynku.
Po utracie tytułu, Zoff stoczył kilkanaście pojedynków w drodze do walki o mistrzostwo świata. 20 czerwca 1996 r. przegrał pojedynek z Billym Hardym w walce o mistrzostwo Europy, a 12 października doznał porażki z rąk Laureano Ramireza w walce o pas IBF Inter-Continental.
7 sierpnia 1999 r., Zoff doczekał się walki o mistrzostwo świata. W walce o pas WBA w kategorii lekkiej zmierzył się z Julienem Lorcym. Po 12. rundach, niejednogłośnie na punkty (117-114, 116-113, 114-117) zwyciężył Zoff, zdobywając upragniony pas. Do pierwszej obrony tytułu przystąpił 13 listopada. Zoff zmierzył się w USA z Wenezuelczykiem Gilberto Serrano. Walka od początku nie układała się po myśli Włocha, gdyż doznał dość wyraźnych rozcięć na twarzy. W 10. rundzie walka została przerwana ze względu na rozcięcie pod prawym okiem Włocha, a w konsekwencji walka została zakończona przez techniczny nokaut, dzięki czemu Serrano zdobył tytuł.
26 maja 2001 r., Zoff zdobył mistrzostwo Europy w kategorii lekkiej, pokonując przez nokaut w 10. rundzie Djamela Lifę. Tytuł obronił 11 sierpnia, zwyciężając przez techniczny nokaut w 8. rundzie Dariusza Snarskiego.
14 września 2002 r., Zoff dostał walkę o mistrzostwo świata WBO w kategorii lekkiej. Jego rywalem był niepokonany obrońca tytułu, Artur Grigorian. Włoch przegrał jednogłośnie na punkty (3x 113-115) po bardzo wyrównanej batalii na terenie rywala. 25 stycznia 2003 r. w walce o mistrzostwo Europy w kategorii lekkiej zmierzył się z Brytyjczykiem Jasonem Cookiem. Po 12. rundach, niejednogłośnie na punkty zwyciężył Cook, tracąc pas już przed walką z powodu niezmieszczenia się w limicie kategorii lekkiej. Ponadto był na deskach w 2. rundzie, a wynik uznano za krzywdzący dla Włocha. 7 lipca zdobył mistrzostwo Europy, pokonując Davida Burke’a. Pas ten obronił jeszcze 4krotnie, dążąc do kolejnego pojedynku o mistrzostwo świata.
17 czerwca 2005 r., Zoff zmierzył się z Leavanderem Johnsonem w walce o zwakowane mistrzostwo świata IBF w kategorii lekkiej. Walka miała dość zacięty przebieg, ale z przewagą Amerykanina. W 7. rundzie, Johnson doprowadził do liczenia Zoffa, po którym nie zdołał dojść do siebie i sędzia postanowił przerwać walkę. Po porażce z Johnsonem, Zoff stoczył jeszcze 3 walki, dwukrotnie przegrywając w walce o mistrzostwo Europy i remisując w walce o mistrzostwo Unii Europejskiej.